# Macromphalina harryleei
Macromphalina harryleei là một loài ốc biển rất nhỏ, là động vật thân mềm chân bụng sống ở biển trong họ Vanikoridae.